# Girolamo Tartarotti
Girolamo Tartarotti, född 2 januari 1706 i Rovereto, död 16 maj 1761 i Rovereto, var en italiensk filosof, abbot och författare. Han är främst känd för sitt motstånd mot häxprocesserna; motståndet formulerade han i skrift såväl teologiskt som vetenskapligt. Det var särskilt avrättningen av den bayerska nunnan Maria Renata Saenger von Mossau (1680–1749) som väckte Tartarottis kritik mot häxprocesserna.